# مک‌نیر (ویرجینیا)
مک‌نیر (به انگلیسی: McNair) یک منطقهٔ مسکونی در ایالات متحده آمریکا است که در شهرستان فرفکس، ویرجینیا واقع شده‌است. مک‌نیر ۵٫۳۴ کیلومتر مربع مساحت و ۱۷٬۵۱۳ نفر جمعیت دارد و ۱۰۳٫۶۳ متر بالاتر از سطح دریا واقع شده‌است.